# Александр Едмондсон
Александр Едмондсон (англ. Alexander Edmondson, нар. 22 грудня 1993) — австралійський велогонщик, срібний призер Олімпійських ігор 2016 року.

## Виступи на Олімпіадах
| Олімпіада           | Дисципліна                    | Місце |
| ------------------- | ----------------------------- | ----- |
| Ріо-де-Жанейро 2016 | командна гонка переслідування | 2     |

## Зовнішні посилання
- Александр Едмондсон — олімпійська статистика на сайті Sports-Reference.com (англ.) (архівна версія)